# Enfants d'Izieu
Les « enfants d'Izieu » désigne un groupe de 44 enfants juifs de différentes nationalités, réfugiés dans une maison transformée en colonie de vacances pendant la Seconde Guerre mondiale, sur le territoire de la commune française d'Izieu, dans le département de l'Ain. Ces enfants furent déportés à la suite d'une rafle de la Gestapo, le jeudi 6 avril 1944, et furent exterminés à Auschwitz, à l'exception des deux plus âgés qui sont déportés et assassinés à Tallinn, en Estonie. Six des adultes qui les encadraient subirent le même sort. Ils auraient été dénoncés par un Français de Metz. Le télex envoyé le soir même et utilisé par la défense lors du procès de Klaus Barbie a permis de montrer le rôle joué par Klaus Barbie dans cette rafle,.

## Histoire

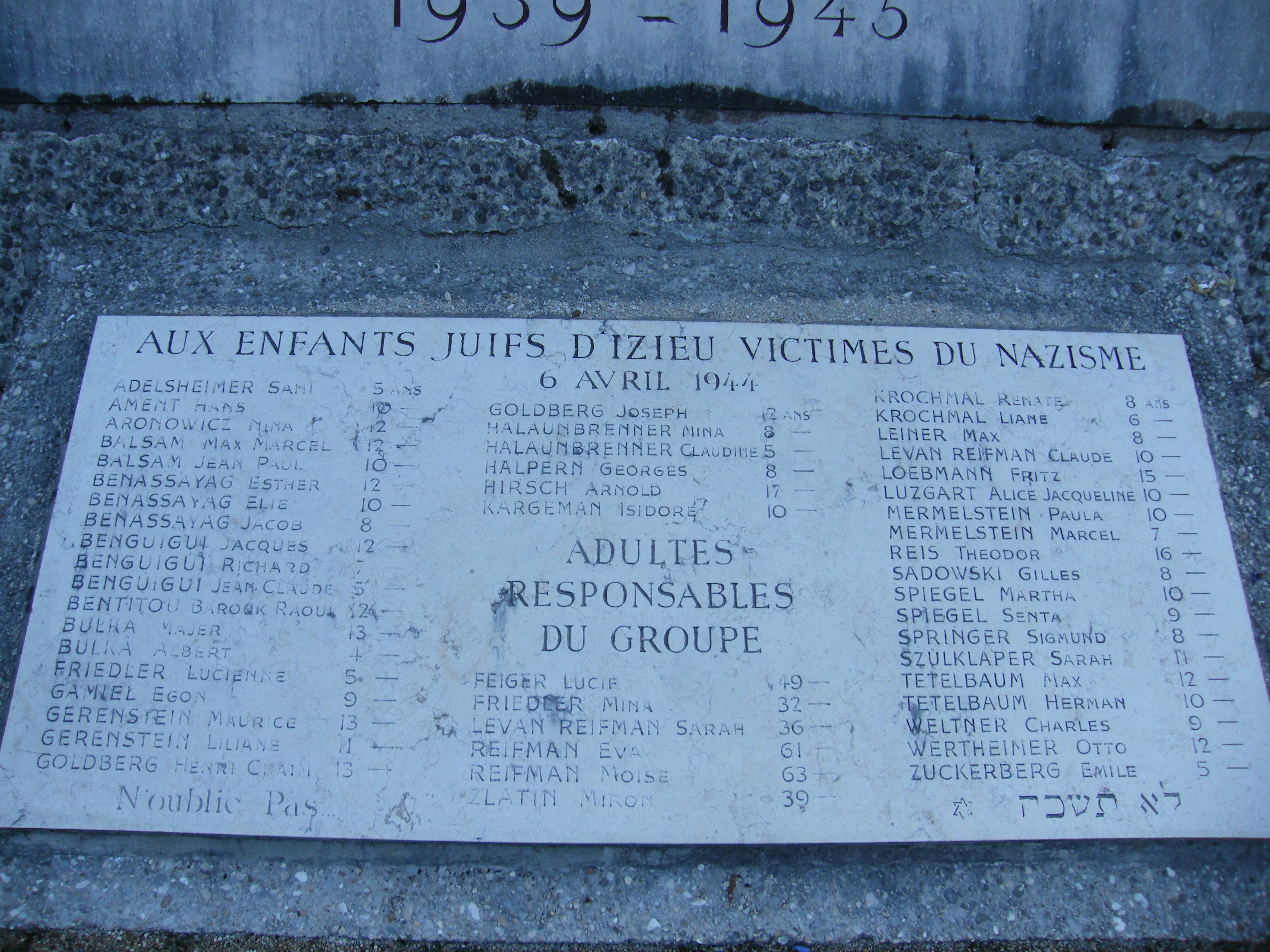
Plaque commémorative au Mémorial aux Déportés de l'Ain à Nantua.

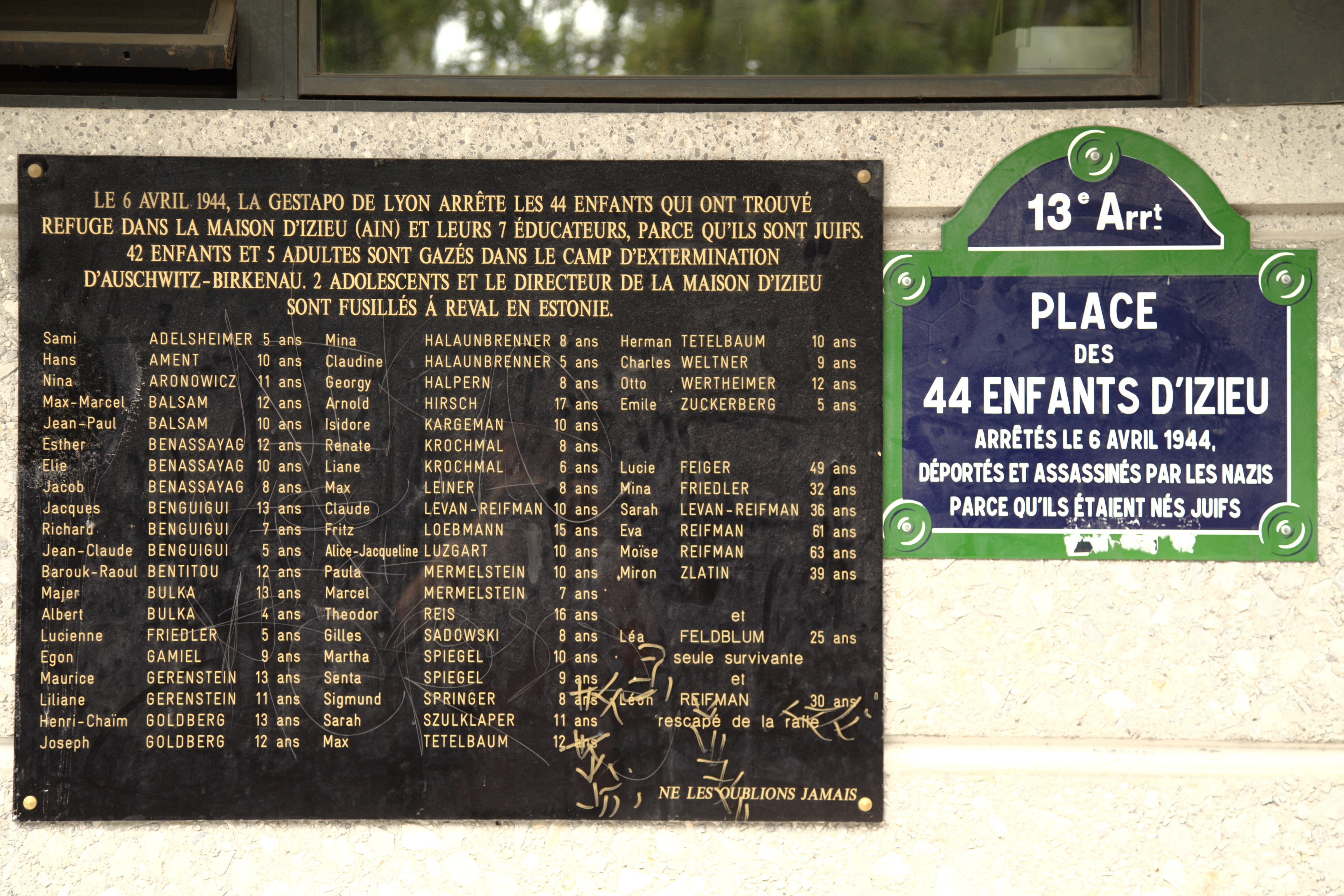
Plaque commémorative, place des 44-Enfants-d'Izieu dans le 13e arrondissement de Paris.

### La colonie
En 1942, Sabine Zlatin prend la direction d’une maison d’enfants juifs à Palavas-les-Flots.
Au printemps 1943, Roger Fridrici, chef de division de la préfecture de l'Hérault, prévient le sous-préfet de Belley (dans l'Ain), Pierre-Marcel Wiltzer, de la venue de Sabine Zlatin, juive polonaise réfugiée en France avant la guerre et infirmière de la Croix-Rouge. Elle veut éloigner des enfants juifs de Montpellier où les rafles nazies sont nombreuses.
Pierre-Marcel Wiltzer propose une maison à Sabine Zlatin, pour créer une colonie d’enfants. Il sait qu’il s’agit d’enfants juifs provenant de Lodève (Hérault), qu’il faut soustraire au danger.
La maison du hameau de Lélinaz, à l’entrée d’Izieu, se situe en retrait de la route de Belley, à l’abri. Izieu est un petit village perché au-dessus d’un bras du Rhône à la frontière de trois départements français : l’Ain, l’Isère et la Savoie.
« Ici, vous serez tranquilles », dit Pierre-Marcel Wiltzer à Sabine Zlatin.
Elle accepte et entame avec son mari, Miron Zlatin, les démarches pour amener les enfants et recruter les éducateurs pour en prendre soin.
Pierre-Marcel Wiltzer intitule officiellement la maison d'Izieu, « Colonie d'enfants réfugiés de l'Hérault ». Il présente Marie-Antoinette Cojean, secrétaire en chef de la sous-préfecture, qui va jouer, elle aussi, un rôle important dans l'installation et la vie quotidienne de la maison d'Izieu. Pierre-Marcel Wiltzer se déplace en personne à Bourg-en-Bresse pour obtenir des cartes d'alimentation et parvient à en obtenir quarante. Pour Noël 1943, il vient rendre visite aux enfants les bras chargés de cadeaux.
Jusqu'en 1942, Izieu était située en Zone libre, à proximité de la Suisse ; puis, de novembre 1942 à septembre 1943, elle était englobée dans la zone d'occupation italienne. Le 8 septembre 1943, l’Italie capitule et l’armée allemande occupe aussitôt les départements de l’ancienne zone italienne. Les persécutions antisémites s’y intensifient.
Dans les premiers mois de 1944, Sabine Zlatin prend conscience de la nécessité de disperser les enfants de la colonie.
Jusqu'en janvier 1944, selon le registre tenu par Miron Zlatin, 105 enfants ont séjourné à Izieu. La durée du séjour va de quelques semaines à quelques mois.
Le 7 janvier 1944, le médecin de Sabine Zlatin et de la colonie, le docteur Albert Bendrihen ou Bendrihem est arrêté, à 16 h, par les Allemands, à son domicile, situé à 3 kilomètres d'Izieu, au hameau voisin de Glandieu. Sabine Zlatin lui avait rendu visite le même jour, ainsi que deux autres patients, d'après son carnet de visites. Le docteur Albert Bendrihen, âgé de 37 ans, est un juif converti au catholicisme. Il a obtenu une dérogation pour conserver le droit d'exercer,. Né le 9 août 1906, à Oran (Algérie), il est de nationalité française. Il est déporté par le convoi no 67, du 3 février 1944, du camp de Drancy vers Auschwitz. Sa dernière adresse est Brégnier-Cordon, (Ain). Avant d'être amené à Drancy, il est passé par Lyon,.
Le 8 février 1944, la Gestapo effectue une rafle dans les locaux et arrête le personnel du siège de la 3e direction de l’UGIF à Chambéry dont dépend la colonie d’Izieu. Une assistante sociale de l’Œuvre de secours aux enfants (OSE), Marguerite Kahn (plus tard Marguerite Cohn) du Réseau Garel (Lyon, 1942-1944), se rend à Izieu et pousse à la dispersion des enfants.
L'arrestation du docteur Bendrihen et la rafle de Chambéry sont deux événements qui amènent les Zlatin à vouloir disperser les enfants.
Le 23 février 1944, le Service social d’aide aux émigrants de Lyon, rédige un rapport après une visite de la colonie organisée à la demande de Sabine Zlatin qui « cherche à céder cette maison » et disperser les enfants.
Le 6 mars 1944, Pierre-Marcel Wiltzer est muté à la sous-préfecture de Châtellerault (Vienne). La colonie perd un allié dans l’administration.
Il est remplacé par Jules Serieyx, ancien rédacteur d'un journal séparatiste breton, qui ne jouit pas d'une bonne réputation auprès de la Résistance locale.
Sabine Zlatin est à Izieu en mars 1944. Elle repart fin mars-début avril pour Montpellier, où elle tente de trouver un refuge plus sûr pour les enfants et disperser la colonie. Elle était venue demander de l'aide à l'abbé Charles Prévost. C’est à Montpellier qu’elle apprend la nouvelle de la rafle, par un télégramme que lui adresse Marie-Antoinette Cojean : « Famille malade - maladie contagieuse. ». Marie-Antoinette Cojean avait aidé la colonie à résoudre de nombreux problèmes administratifs.

### La dénonciation
Les Enfants d'Izieu auraient été dénoncés par un Français de Metz. Cependant, le procès de Klaus Barbie se termine sans que l'on connaisse, en définitive, le responsable.
Fritz Loebman, qui travaille, depuis septembre 1943 à la ferme de Lucien Bourdon à Brens, est de retour à la Maison d'Izieu, une semaine avant la rafle du 6 avril 1944.
Lucien Bourdon est né en Lorraine en 1906, donc officiellement né en Allemagne. Il fréquente l'école allemande. Mais il ne veut pas s'engager dans la Wehrmacht. Avec son épouse, il décide de quitter la Lorraine et de s'installer dans une ferme à Izieu. Durant l'occupation, il est de notoriété publique en bons termes avec les Allemands qui avaient une garnison dans la ville voisine de Belley. Un jour, Lucien Bourdon demande à Miron Zlatin, le mari de Sabine Zlatin, la directrice de la Maison d'Izieu, s'il y a un grand garçon pour l'aider à sa ferme. Les Zlatin désignent Fritz Loebmann, grand pour son âge de 15 ans, et qui possède une fausse carte d'identité, au nom de François Loban. Il est probable que Fritz Loebmann a laissé trainer une lettre dans la maison des Bourdon. Lucien Bourdon se rend compte que Fritz Loebmann et les autres Enfants d'Izieu sont Juifs. L'information passe à Klaus Barbie. Il ordonne la rafle. Lucien Bourdon renvoie Fritz Loebmann chez les Zlatin, au motif qu'en définitive, il n'a pas besoin de lui, n'étant pas en pleine saison. Une semaine plus tard, le 6 avril 1944, les Allemands arrivent à la Maison d'Izieu.
Lucien Bourdon accompagne la Gestapo et assiste aux arrestations. Sa présence est attestée par Julien Favet, ouvrier agricole à Izieu, lors du procès Barbie.
Le lendemain, le 7 avril 1944, ou, selon les sources, le 8 avril 1944 ou encore la semaine suivante, en tous cas certainement peu après, Lucien Bourdon et son épouse retournent, avec l'aide des Allemands, en Lorraine.
Dans les derniers mois de la guerre, Lucien Bourdon devient garde dans le camp d'internés politiques à Sarrebruck, en Sarre (Allemagne). Le 15 mars 1945, il est incorporé dans les rangs de la Wehrmacht, avant d'être arrêté par l'armée américaine, quinze jours plus tard. En juin 1945, il est rapatrié en France,.
Lucien Bourdon est soupçonné d'avoir dénoncé les enfants d'lzieu. Il est à nouveau arrêté le 1er mars 1946 près de Metz et transféré à Lyon où il est inculpé de trahison. L'un des chefs d'inculpation est d'avoir entretenu des intelligences avec une puissance étrangère, l'Allemagne, ou avec ses agents, en vue de favoriser les entreprises de cette puissance contre la France. Faute de preuves suffisantes, l'accusation de dénonciation n'est pas retenue mais, le 13 juin 1947, la Cour de justice de Lyon le juge « coupable d'indignité nationale » et le condamne à la « dégradation nationale à vie ». Il est néanmoins immédiatement remis en liberté.
En 1987, lors du procès Barbie, Lucien Bourdon est toujours en vie. Malgré une demande à comparaître, il est absent au procès,.

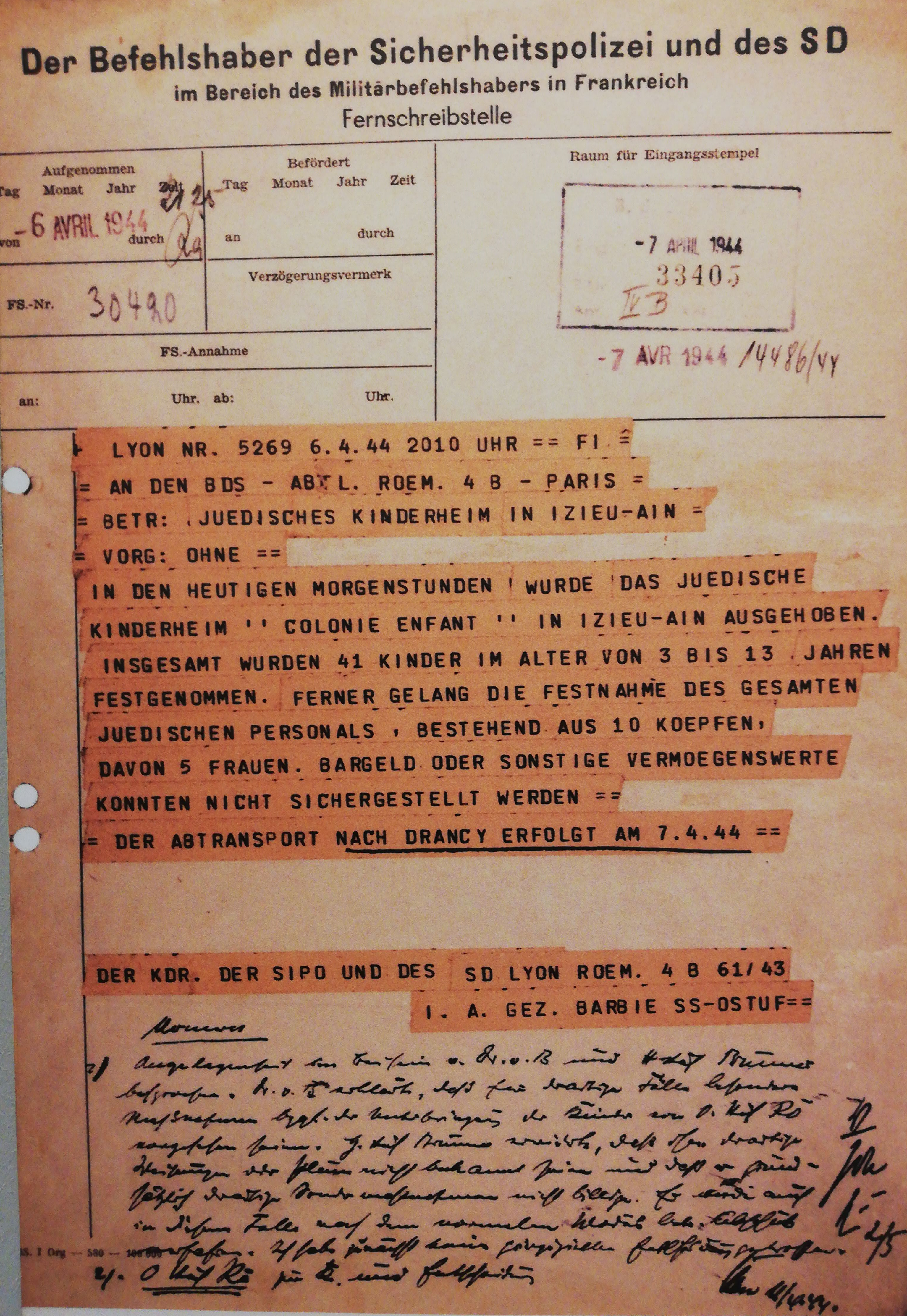
Document de la Gestapo annonçant l'arrestation des enfants d'Izieu.

### La rafle du6 avril 1944
Le 6 avril 1944 correspond aux vacances de Pâques 1944 et le premier jour des vacances scolaires.
Ce 6 avril 1944, les troupes de la Gestapo, sous le commandement de Klaus Barbie, investissent la colonie et arrêtent les 44 enfants résidents de différentes nationalités (Algérie, Allemagne, Autriche, Belgique, France et Pologne) et 7 adultes présents les encadrant.

### Prison Montluc
Les enfants et les adultes sont embarqués dans des camions vers la prison Montluc à Lyon. Ils y restent le 6 et le 7 avril 1944. Au procès Barbie, la seule survivante, Léa Feldblum témoigne que les enfants étaient assis sur le sol et les adultes avaient leurs mains liées haut sur les murs. Les adultes et les adolescents sont interrogés, mais pas les enfants. Le 7 avril, ils sont emmenés à la gare de Perrache par tram et transférés dans des trains en direction de Drancy. Léa Feldblum voyage dans un compartiment avec les plus petits et elle aperçoit, dans le corridor, les adolescents Théo Reiss et Arnold Hirsch passant menottés.

### Camp de Drancy
Ils sont ensuite expédiés au camp de Drancy, où ils arrivent le 8 avril 1944. Au camp, ils se voient attribuer les numéros 19185 à 19235. Léa Feldblum possède de faux papiers d'identité mais elle dévoile son vrai nom pour accompagner les enfants.

### Déportation vers Auschwitz
Les enfants et les adultes sont emmenés vers les camps de la mort en plusieurs convois partis de la gare de Bobigny (convois no 71, 73, 74, 75 et 76 respectivement des 13 avril 1944, 15 mai 1944, 20 mai 1944, 30 mai 1944 et 30 juin 1944),. Trente-quatre enfants partent par le convoi no 71, deux par le convoi no 73, deux par le convoi no 74, trois par le convoi no 75, et les trois derniers enfants partent par le convoi no 76. Quarante-deux enfants sont gazés dès leur arrivée à Auschwitz, le plus jeune, Albert Bulka, étant âgé de 4 ans. Léa Feldblum, une éducatrice de la colonie sera déportée à Auschwitz avec les enfants, mais survivra, après avoir subi des « expériences » médicales. Les autres adultes déportés sont : Lucie Feiger, Mina Friedler, Suzanne Levan-Reifman, Eva Reifman, Moïse Reifman et Miron Zlatin.

### Tallinn
Deux adolescents (Arnold Hirsch, 17 ans et Theodor Reis, 16 ans) et Miron Zlatin sont déportés par le convoi no 73 à destination de Tallinn où ils disparaissent.

### L'absence de Sabine Zlatin, le jour de la rafle
Le 6 avril 1944, Sabine Zlatin se trouve à Montpellier, pour trouver un nouveau refuge pour les Enfants d'Izieu. Elle était venue demander de l'aide à l'abbé Charles Prévost,. Elle était à Montpellier depuis la fin mars 1944-début avril 1944. Elle est prévenue par un télégramme codé de Marie-Antoinette Cojean, la secrétaire de la sous-préfecture de Belley : « famille malade, maladie contagieuse ». Elle comprend. Elle se rend à Vichy, rencontre Joseph Darnand, Secrétaire général au Maintien de l’ordre (Régime de Vichy), qui menace de la faire arrêter. Les Enfants d'Izieu sont déjà à Drancy.

### Après la guerre
Absente au moment de la rafle, Sabine Zlatin, désormais surnommée « la Dame d'Izieu », a consacré le reste de son existence à son combat pour la mémoire des enfants.
À la suite de l’émotion soulevée par le procès de Klaus Barbie, dit le « Boucher de Lyon », en 1987, un mémorial est fondé à l’initiative de Sabine Zlatin et de la communauté juive de Lyon dans la maison et les dépendances de la maison pour enfants, sous le nom de musée-mémorial des enfants d’Izieu. Il est inauguré par le président François Mitterrand le 24 avril 1994. Sabine Zlatin meurt le 21 septembre 1996 à l'âge de 89 ans.
Les lettres et dessins des enfants d'Izieu sont conservés au département des estampes et de la photographie de la Bibliothèque nationale de France (cote Réserve Qe-1183 (1-6)-Pet. Fol.). Ils ont fait l'objet d'une exposition à la Bibliothèque nationale en 1994.
Le 6 avril 2015, le président de la République, François Hollande, inaugure la maison d'Izieu après une fermeture de quelques mois pour rénovation.
Une stèle à la mémoire des Enfants d'Izieu est profanée à Lyon le 7 août 2017.

## Les enfants d'Izieu

### Enfants absents lors de la rafle
Les noms, par ordre alphabétique, sont :
- Benjamin Abraham, né le 23 juillet 1936 à Bruxelles en Belgique. Mort avec son ami Ezgül Çolak Öz, d'une chute d'un rocher le 23 novembre 1943.
- Suzanne Abraham, né le 12 juin 1933 à Bruxelles en Belgique. Morte avec le frère du meilleur ami de son frère.
- Alfred Adler, né en janvier 1934, à Paris, âgé de 9 ans : à Izieu du 8 au 22 novembre 1943, avec son frère, Edmond. Il trouve refuge en Haute-Savoie[37]. Il survit à la Shoah, vivant en France[38].
- Edmond Adler, né en mars 1931, à Paris, âgé de 12 ans : à Izieu du 8 au 22 novembre 1943, avec son frère, Alfred. Il trouve refuge en Haute-Savoie[37]. Il survit lui aussi à la Shoah, vivant en France[38].
- Oscar Adler[39], aucune information n'est connue sur son sort ultérieur.
- Henry (Heinz) Alexander, né le 28 mars 1924, à Neustadt an der Weinstraße, (Allemagne), âgé de 16 ans : à Izieu du 15 juillet au 28 août 1943. Il va dans une autre maison de l'Œuvre de secours aux enfants[37]. Il témoigne qu'un Français de Metz a dénoncé le pensionnat[1]. Décédé à New York, en février 2006[40].
- Hughette Allouch, née le 23 février 1934, à Constantine (Algérie), âgée de 9 ans : à Izieu, du 24 juin au 31 octobre 1943, avec sa sœur, Renée[38].
- Renée Allouch, née le 25 avril 1935, à Constantine (Algérie), âgée de 8 ans : à Izieu, du 24 juin au 31 octobre 1943, avec sa sœur, Hughette[38].
- Violette Avidor (ou Victoria, Violette Avidor)[41], née le 5 avril 1929, à Marseille (Bouches-du-Rhône)[42] : à Izieu, du 16 juin au 31 août 1943[43],[39]. Arrêtée avec sa famille à Marseille, elle est déportée dans le convoi no 74 du 20 mai 1944, du camp de Drancy vers Auschwitz, avec son frère Jacques, né le 23 mars 1925, à Marseille, sa sœur Claire, née le 24 août 1920, à Marseille, et sa mère Ryfka (née Beraha), née le 3 mars 1884, à Constantinople (Turquie). La famille a pour dernière adresse : 19 rue Saint Saëns, à Marseille[33]. Violette et Ryfka Avidor sont mortes à Auschwitz, le 25 mai 1944[41].
- Yvette Benguigui, née le 12 mars 1941, à Oran (Algérie), âgée de 2 ans, arrivée à Izieu, le 7 juin 1943. Elle est placée dans la famille Héritier au village d'Izieu. Elle vit après la guerre à Nouméa (Nouvelle-Calédonie)[43].
- Alec Bergman (ou Alex Bergman[39]), né le 30 avril 1931, à Liège (Belgique), âgé de 12 ans : à Izieu du 1er juillet au 31 août 1943. Retrouve sa famille[37]. Vit après la guerre en Belgique[44], à Liège. C'était un ami d'enfance de Albert et Marcel Bulka[45].
- Paulette Bernard[39].
- Pierre Boudon, à Izieu du 3 juillet au 16 octobre 1943[44].
- Roger Boudon, à Izieu du 3 juillet au 16 octobre 1943[44].
- Georges Broun, né le 3 juillet 1928, à Paris, âgé de 15 ans : à Izieu du 3 juillet au 31 juillet 1943 puis du 18 septembre au 30 septembre 1943. Sa mère travaille à l'Œuvre de secours aux enfants à Chambéry, qu'elle quitte avant la rafle du 8 février 1944. Il vit après la guerre en France[44]
- Bernadette Byk, née le 17 juillet 1935, à Chauny (Aisne), âgée de 7 ans : à Izieu du 18 mai au 17 juin 1943[44].
- Georges Charbit, à Izieu du 3 juillet au 31 août 1943. Mort en France en 1988[44].
- Sauveur Choukroun, né le 27 juillet 1929, à Alger (Algérie), âgé de 13 ans : à Izieu du 1er juillet au 31 août 1943[44].
- Ezgül Çolak Öz, né le 30 août 1936, frère Samuel. Il est mort ainsi que son meilleur ami Benjamin Abraham le 23 novembre 1943, d'une chute d'un rocher.
- Samuel Çolak Öz, né le 30 août 1933 à Ankara, en Turquie. Il a été tué avec la sœur de Benjamin Abraham, le 6 avril 1944, pas loin de la résidence d'Izieu, alors qu'il essayait de fuir les nazis.
- Daniel Dufourg, à Izieu du 1er juillet au 31 octobre 1943[46].
- Charles Elert, né le 10 octobre 1932, à Belfort, âgé de 10 ans : à Izieu du 28 mai au 5 juillet 1943[46].
- Léon Elert, né le 19 décembre 1936, à Belfort, âgé de 6 ans : à Izieu du 28 mai au 5 juillet 1943[46].
- Michel Angel Elert, né le 4 décembre 1928, à Belfort, âgé de 14 ans, frère jumeau de Rose : à Izieu du 10 juin au 5 juillet 1943[46].
- Rose Elert, née le 4 décembre 1928, à Belfort, âgée de 14 ans, sœur jumelle de Michel Ange Elert : à Izieu du 10 juin au 5 juillet 1943[46].
- Michèle Suzanne Frainnet, à Izieu du 1er août au 23 septembre 1943[46].
- Marcel Grinblatt (Himel), né le 4 décembre 1936, en France, âgé de 7 ans : à Izieu du 18 mai à décembre 1943. Il vit après la guerre au Canada[47].
- Miquette Haug, à Izieu du 16 mai au 30 juin 1943[47].
- Paulette Heber, née le 27 juin 1929, à Bruxelles (Belgique), âgée de 13 ans : à Izieu du 7 juin au 8 novembre 1943. Elle part pour la Palestine mandataire en juin 1945[47],[48].
- Georges Hirtz, né le 9 mai 1937, à Paris, âgé de 6 ans : à Izieu, du 8 novembre à décembre 1943. Il trouve refuge en Suisse[37]. Il vit en France après la guerre[47]
- Yehudit Holzel, survivante de la Shoah[1].
- Jacqueline Ittah, née le 29 mai 1937, à Saint-Fons, âgé de 6 ans : à Izieu, du 24 juin au 31 octobre 1943[47].
- Josianne Ittah, à Izieu, du 24 juin au 31 octobre 1943[47].
- Henri Kaufman (ou Henry[49]Kaufman)[39], à Izieu, du 18 octobre au 6 novembre 1943 avec ses cousins Henri et Roger Wolman[49].
- Jacqueline Lamiche[39].
- Suzanne Lamiche[39].
- Jules Lekmaaker[39].
- Marcel Loeb[39].
- Bernard Markielewiecz[39].
- Jacques Mathieu-Daude[39].
- Pierre Mathieu-Daude[39].
- Paul Niedermann[39], il trouve refuge en Suisse[37].
- Guy Pallarès[39].
- Samuel Pintel, né en 1937, à Paris, âgé de 7 ans : il quitte Izieu en février 1944 et survit à la guerre[50].
- Diane Popowski[39].
- Jean Pruede[39].
- Marie-Louise Pruede[39].
- Claude Raiz[39].
- Henri Souriant[39].
- Claude Spitz[39].
- Samuel Stern[39], il trouve refuge en Suisse[37].
- Émile Szarf[39], il trouve refuge en Suisse[37].
- Sarah Szarf[39], elle trouve refuge en Suisse[37].
- Simon Szarf[39], il trouve refuge en Suisse[37].
- Jacqueline Teboul[39].
- Georges Traube[39].
- Henri Verdier[39].
- Francis Vien[39].
- Jean-Louis Vien[39].
- Adolphe Waysenson[39].
- Bernard Waysenson[39], il retrouve sa famille[37].
- Hélène Waysenson[39], elle retrouve sa famille[37].
- Helga Wolf[39].
- Les deux frères Henri et Roger Wolman[39], à Izieu, du 18 octobre au 6 novembre 1943 avec leur cousin Henri Kaufman. Leur père Moszek est déporté, dans le convoi no 16 du 7 août 1942 depuis le camp de Pithiviers vers celui d'Auschwitz[51] ; il survit à la Shoah. Leur mère Ruchla est déportée par le convoi no 60 du 7 octobre 1943, du camp de Drancy vers Auschwitz, où elle est assassinée[33], le 12 octobre 1943[52]. Henri Wolman est mort le 29 novembre 2017[49] à l'âge de 86 ans. Il est enterré le 1er décembre 2017 au cimetière La Salle à Tours (Indre-et-Loire)[53].

### Enfant arrêté mais relâché
René Wucher (ou René-Michel Wucher), il vient juste d'arriver à la colonie, pour les vacances de Pâques, le dimanche de Pâques tombant le 9 avril 1944. Seul enfant non-juif présent à la colonie, il est âgé de 8 ans. Il est arrêté lors de la rafle du jeudi 6 avril. Lors d'un arrêt à Brégnier-Cordon, village en contrebas d'Izieu, les Allemands le font descendre du camion, à la demande d'une tante,,, qui travaille dans une confiserie située juste à l'endroit où le camion le transportant tombe en panne. Il témoigne au procès Barbie,,.

### Enfants déportés
Les noms, donnés par ordre alphabétique, sont :
- Sami Adelsheimer, né le 30 octobre 1938, à Mannheim (Bade-Wurtemberg - Allemagne), âgé de 5 ans : il arrive à Izieu le 3 juillet 1943. Il est déporté par le convoi no 71, du 13 avril 1944, du camp de Drancy vers Auschwitz.
- Hans Ament, né le 15 février 1934, à Vienne (Autriche), âgé de 10 ans : arrivé à Izieu, 21 septembre 1943[43]. Il est déporté par le convoi no 75, du 30 mai 1944, du camp de Drancy vers Auschwitz. Il est assassiné à Auschwitz le 4 juin 1944[61].
- Nina Aronowicz, née le 28 novembre 1932, à Bruxelles (Belgique), âgée de 11 ans : arrivée à Izieu, le 21 septembre 1943[43]. Elle est déportée par le convoi no 71, du 13 avril 1944, du camp de Drancy vers Auschwitz. Son père, Leib Aronowicz, né le 24 décembre 1902, à Koźminek (Pologne), est déporté par le convoi no 64, du 7 décembre 1943, du camp de Drancy vers Auschwitz. Sa dernière adresse était : "Venant de Palavas-les-Flots (Hérault)" (même adresse que Nina Aronowicz avant Izieu[33]).
- Jean-Paul Balsam (ou Jean Balsam), né le 6 juin 1933, dans le 12e arrondissement de Paris, âgé de 10 ans : arrivé à Izieu, le 24 juin 1943[43]. il est déporté par le convoi no 71, du 13 avril 1944, du camp de Drancy vers Auschwitz.
- Max-Marcel Balsam, (ou Max Balsam), né le 15 mai 1931, dans le 12e arrondissement de Paris, âgé de 12 ans : arrivé à Izieu, le 24 juin 1943[43]. Il est Déporté par le convoi no 71, du 13 avril 1944, du camp de Drancy vers Auschwitz.
- Elie Benassayag, né le 20 novembre 1933, à Oran (Algérie), âgé de 10 ans : arrivé à Izieu, le 16 juin 1943[43]. Il est déporté par le convoi no 71, du 13 avril 1944, du camp de Drancy vers Auschwitz.
- Esther Benassayag, née le 29 avril 1931, à Oran (Algérie), âgée de 12 ans : arrivée à Izieu, le 16 juin 1943[43]. Elle est déportée par le convoi no 71, du 13 avril 1944, du camp de Drancy vers Auschwitz.
- Jacob Benassayag, né le 1er septembre 1935, à Oran (Algérie), âgé de 8 ans : arrivé à Izieu, le 16 juin 1943[43]. Il est déporté par le convoi no 71, du 13 avril 1944, du camp de Drancy vers Auschwitz.
- Jacques Benguigui, né le 13 avril 1931, à Oran (Algérie), âgé de 13 ans : arrivé à Izieu, le 1er août 1943[43]. Il est déporté par le convoi no 71, du 13 avril 1944, du camp de Drancy vers Auschwitz.
- Jean-Claude Benguigui (ou Jean Benguigui), né le 26 décembre 1938, à Oran (Algérie), âgé de 5 ans : arrivé à Izieu, le 7 juin 1943[43]. Il est déporté par le convoi no 71, du 13 avril 1944, du camp de Drancy vers Auschwitz.
- Richard Benguigui, né le 29 mars 1937, à Oran (Algérie), âgé de 7 ans : arrivé à Izieu, le 1er août 1943[43]. Il est déporté par le convoi no 71, du 13 avril 1944, du camp de Drancy vers Auschwitz.
- Barouk-Raoul Bentitou (ou Barouk Bentitou), né le 27 mai 1931, à Palikao (Tighennif (Mascara) - Algérie), âgé de 12 ans : arrivé à Izieu, le 16 juin 1943[44]. Il est déporté par le convoi no 71, du 13 avril 1944, du camp de Drancy vers Auschwitz.
- Majer Bulka (ou Marcel Bulka), né le 29 septembre 1930, à Kalisz (Pologne), âgé de 13 ans et son frère Albert Bulka, né le 28 juin 1939, à Ougrée (province de Liège - Belgique), âgé de 4 ans. Ils arrivent à Izieu le 18 mai 1943[44]. Ils sont tous deux déportés par le convoi no 71, du 13 avril 1944, du camp de Drancy vers Auschwitz.
- Lucienne Friedler, née le 18 février 1939, à Berchem (Anvers - Belgique), âgée de 5 ans : arrivée à Izieu, le 22 novembre 1943. Sa mère Mina Friedler est monitrice à la colonie[46]. Aucune photo d'elle n'a été retrouvée[62]. Elle est déportée par le convoi no 76, du 30 juin 1944, du camp de Drancy vers Auschwitz, en même temps que sa mère, Mina Friedler, âgée de 32 ans. Elle meurt à Auschwitz le 5 juillet 1944[63].
- Edmond Egon Gamiel, né le 18 mai 1934, à Argenschwang (Rhénanie-Palatinat - Allemagne) âgé de 9 ans, orphelin : arrivé à Izieu, le 10 juin 1943[46]. Il est le cousin d'Arnold Hirsch[64]. Il est déporté par le convoi no 71, du 13 avril 1944, du camp de Drancy vers Auschwitz. Ses parents, Ernst, né le 15 octobre 1904, à Argenschwang (Rhénanie-Palatinat - Allemagne) et Gertrude (née Harf), née le 19 mars 1904, à Seibersbach (Rhénanie-Palatinat - Allemagne), internés au camp des Milles (Aix-en-Provence - Bouches-du-Rhône), sont déportés par le convoi no 20, du 17 août 1942, du camp de Drancy à Auschwitz[33].
- Maurice Gerenstein, né le 3 janvier 1931, dans le 9e arrondissement de Paris, âgé de 13 ans et sa sœur Liliane, née le 13 janvier 1933, à Nice, âgée de 11 ans : tous deux arrivés à Izieu, le 1er décembre 1943[46]. Leurs parents, Chapse, né le 23 août 1901, à Odessa (Ukraine) et Chendla (née Entine), née le 10 janvier 1903, à Odessa (Ukraine), et dont la dernière adresse est au 9 rue des Bains, à Évian (Haute-Savoie), sont également arrêtés à Annemasse (Haute-Savoie). Les parents sont déportés par le convoi no 62, du 20 novembre 1943, du camp de Drancy vers Auschwitz. Les enfants sont déportés par le convoi no 71, du 13 avril 1944, du camp de Drancy vers Auschwitz[33].
- Henri-Chaïm Goldberg (ou Henri Goldberg), né le 30 décembre 1930, dans le 12e arrondissement de Paris, âgé de 13 ans : arrivé à Izieu, le 28 mai 1943[46]. Il est déporté par le convoi no 71, du 13 avril 1944, du camp de Drancy vers Auschwitz.
- Joseph Goldberg, né le 1er mars 1932, dans le 12e arrondissement de Paris, âgé de 12 ans : arrivé à Izieu, le 28 mai 1943[46]. Il est déporté par le convoi no 71, du 13 avril 1944, du camp de Drancy vers Auschwitz.
- Claudine Halaunbrenner, née le 2 avril 1939, dans le 4e arrondissement de Paris, âgée de 5 ans : arrivée à Izieu, le 6 novembre 1943[47]. Elle est déportée par le convoi no 76, du 30 juin 1944, du camp de Drancy vers Auschwitz.
- Mina Halaunbrenner, née le 25 juin 1935, dans le 4e arrondissement de Paris, âgée de 8 ans : arrivée à Izieu, le 6 novembre 1943[47]. Elle est déportée par le convoi no 76, du 30 juin 1944, du camp de Drancy vers Auschwitz.
- Georgy Halpern (ou Georg Halpern, ou Georges Halpern ou Georges Adolphe Halpern[61]), né le 30 octobre 1935, à Vienne (Autriche), âgé de 8 ans : arrivé à Izieu, le 18 mai 1943[47]. Il est déporté par le convoi no 71, du 13 avril 1944, du camp de Drancy vers Auschwitz. Assassiné à Auschwitz le 18 avril 1944[61].
- Arnold Hirsch, né le 23 mars 1927, à Argenschwang (Rhénanie-Palatinat - Allemagne), âgé de 17 ans : arrive à Izieu, le 10 juin 1943[47]. Il est le cousin d'Edmond Egon Gamiel[64]. Il est déporté par le convoi no 73, du 15 mai 1944, du camp de Drancy vers Kaunas/Reval. Son père Max, né le 8 octobre 1894, à Argenschwang (Rhénanie-Palatinat - Allemagne) et sa mère Ida (née Harf), née le 3 décembre 1900, à Seibersbach (Rhénanie-Palatinat - Allemagne)[33],[65]sont internés au camp des Milles (Aix-en-Provence - Bouches-du-Rhône), et sont déportés par le convoi no 20, du 17 août 1942, du camp de Drancy à Auschwitz[66]
- Isidore Kargeman, né le 29 mars 1934, dans le 12e arrondissement de Paris, âgé de 10 ans. Il est déporté par le convoi no 71, du 13 avril 1944, du camp de Drancy vers Auschwitz.
- Liane Krochmal, née le 25 juillet 1937, à Vienne (Autriche), âgée de 6 ans. Elle est déportée par le convoi no 71, du 13 avril 1944, du camp de Drancy vers Auschwitz. Elle est assassinée à Auschwitz le 18 avril 1944[61].
- Renate Krochmal (ou Rénate[61] Krochmal), née le 3 septembre 1935, à Vienne (Autriche), âgée de 8 ans. Elle est déportée par le convoi no 71, du 13 avril 1944, du camp de Drancy vers Auschwitz, où elle est assassinée le 18 avril 1944[61].
- Max Leiner, né le 26 février 1936, à Mannheim (Bade-Wurtemberg - Allemagne), âgé de 8 ans. Il est déporté par le convoi no 71, du 13 avril 1944, du camp de Drancy vers Auschwitz.
- Claude Levan-Reifman, né le 11 juillet 1933 à Paris, âgé de 10 ans. Il est déporté par le convoi no 71, du 13 avril 1944, du camp de Drancy vers Auschwitz[67]. Il est déporté dans le même convoi no 71 que sa mère, le docteur Sarah Levan-Reifman, médecin de l'établissement, et ses grands-parents, Moïse Reifman et Eva Reifman, qui demeurent eux-aussi dans la Maison d'Izieu. Son oncle, Léon Reifman, est le seul à réussir à s'échapper.
- Fritz Loebmann, né le 12 mars 1929, à Mannheim (Bade-Wurtemberg - Allemagne), âgé de 15 ans. Il est cousin d'Otto Wertheimer, arrêté également. Il est déporté par le convoi no 71, du 13 avril 1944, du camp de Drancy vers Auschwitz.
- Alice-Jacqueline Luzgart, née le 8 octobre 1933, dans le 9e arrondissement de Paris, âgée de 10 ans. Elle est déportée par le convoi no 75, du 30 mai 1944, du camp de Drancy vers Auschwitz.
- Paula Mermelstein ou Paulette Mermelstein, née le 10 janvier 1934, à Anvers (Belgique), âgée de 10 ans et son frère Marcel Mermelstein, né le 14 janvier 1937, à Borgerhout (Anvers - Belgique), âgé de 7 ans. Ils sont déportés avec leur mère, Frieda, par le convoi no 74, du 20 mai 1944, du camp de Drancy vers Auschwitz.
- Theodor Reis, né le 19 mars 1928, à Egelsbach (Hesse - Allemagne), âgé de 16 ans. Il est interné au camp de Gurs avec sa mère et sa grand-mère. Sa mère est Erna Reiss, née le 8 juillet 1905, à Pfaffen-Beerfurth (Allemagne). Sa grand-mère est Johanna Reiss (née Volenberg), née le 10 février 1882, à Pfaffen-Beerfurth (Allemagne)[33],[68]. Elles sont internées au camp de Rivesaltes. Elles sont livrées à la Gestapo par Vichy et déportées par le convoi no 19, du 14 août 1942, du camp de Drancy vers Auschwitz[64],[69]. Il est recueilli dans un foyer de Palavas-les-Flots. Lors de l'invasion de la Zone libre, Theodor est transféré à Lodève, puis à Vic-sur-Cère et enfin à Penne-d'Agenais. Il arrive à Izieu au printemps 1943[66]. Il est déporté par le convoi no 73, du 15 mai 1944, du camp de Drancy vers Kaunas/Reval.
- Gilles Sadowski, né le 11 septembre 1935, dans le 12e arrondissement de Paris, âgé de 8 ans. Sa mère, Ruchla (née Grinfogiel[33], sans doute Grinfogel[70]), née le 15 septembre 1903, à Varsovie (Pologne), prise dans la rafle du Vel d'Hiv, est déportée par le convoi no 11, du 27 juillet 1942, du camp de Drancy vers Auschwitz. Son père, Symcha, est né en 1897, à Varsovie (Pologne). Il se réfugie à Grenoble, après l'arrestation de sa femme. Il prend le nom de "Stanislas". Il est arrêté à Lyon, sous sa fausse identité, quelques semaines avant la Libération. Il est déporté sous sa fausse identité, par le convoi no 78, du 11 juillet 1944, de Lyon vers Auschwitz[64],[33],[71],[70]. Arrivé à Izieu le 8 novembre 1943[70], Gilles est déporté par le convoi no 71, du 13 avril 1944, du camp de Drancy vers Auschwitz[72]. Son frère, Joseph Sadowski, né en 1925, à Varsovie (Pologne), se cache à Lyon, sous une fausse identité. Il déposera une plainte contre Klaus Barbie, le 17 décembre 1986[70],[73].
- Martha Spiegel, née le 27 septembre 1933, à Vienne (Autriche), âgée de 10 ans et sa sœur Senta Spiegel, née le 30 mars 1935, à Vienne (Autriche), âgée de 9 ans. Elles sont déportées par le convoi no 71, du 13 avril 1944, du camp de Drancy vers Auschwitz, où elles meurent assassinées toutes les deux le 18 avril 1944[61].
- Sigmund Springer (ou Siegmund Springer), né le 15 mars 1936, à Vienne (Autriche), âgé de 8 ans. Il est déporté par le convoi no 71, du 13 avril 1944, du camp de Drancy vers Auschwitz, où il est assassiné le 18 avril 1944[61].
- Sarah Szulklaper, née le 10 février 1933, dans le 10e arrondissement de Paris, âgée de 11 ans. Elle est déportée par le convoi no 71, du 13 avril 1944, du camp de Drancy vers Auschwitz.
- Herman Teitelbaum, né le 1er novembre 1933, à Anvers (Belgique), âgé de 10 ans. Il est déporté par le convoi no 71, du 13 avril 1944, du camp de Drancy vers Auschwitz.
- Max Teitelbaum, né le 14 août 1931, à Anvers (Belgique), âgé de 12 ans. Il est déporté par le convoi no 71, du 13 avril 1944, du camp de Drancy vers Auschwitz. La dernière adresse de la famille Teitelbaum était au 42 Faubourg Montmélian à Chambéry (Savoie). La famille est arrêtée à Chambéry, dont la mère Sefa (née Zilberberg), née le 1er septembre 1901, à Lublin (Pologne). Elle est déportée par le convoi no 72, du 29 avril 1944, du camp de Drancy vers Auschwitz. Dans le même convoi no 72, on trouve une sœur, Gabrielle, née à Anvers le 2 octobre 1927 (16 ans) et un frère, Maurice, né à Anvers le 27 novembre 1929 (14 ans)[33].
- Charles Weltner, né le 7 août 1934, dans le 12e arrondissement de Paris, âgé de 9 ans. Il est déporté par le convoi no 75, du 30 mai 1944, du camp de Drancy vers Auschwitz.
- Otto Wertheimer (alias[33] Wermet), né le 5 février 1932, à Mannheim (Bade-Wurtemberg - Allemagne), âgé de 12 ans. C'est un cousin de Fritz Loebmann. Il est déporté par le convoi no 71, du 13 avril 1944, du camp de Drancy vers Auschwitz.
- Emile Zuckerberg, né le 15 mai 1938, à Anvers (Belgique), âgé de 5 ans. Il est déporté par le convoi no 71, du 13 avril 1944, du camp de Drancy vers Auschwitz.

## Les adultes d'Izieu

### Adultes absents lors de la rafle
- Marcelle Ajzenberg (Endlich)[74],[75]. Elle quitte la Maison d'Izieu quelques mois avant la rafle.
- Emma Blanc, née en 1900 à Saint-Jean-de-Védas (Hérault) et morte le 28 février 1974 à Saint Jean de Védas[76].
- Philippe Dehan, cuisinier.
- Dora Leidervarger.
- Berthe Mehring (ou Berthe Mering)[75].
- Paulette Pallarès, été 1943, cheftaine éclaireuse, monitrice, âgée de 17 ans[74]. Elle est une voisine de Sabine Zlatin à Montpellier. Paulette Pallarès Roche est née le 10 novembre 1926 à Narbonne et elle est morte le 4 février 1989 à Montpellier. Elle est reconnue comme une Juste parmi les nations en 1996[77].
- Renée Pallarès, été 1943, étudiante, venait d'avoir le baccalauréat, monitrice, âgée de 19 ans[74]. Elle est une voisine de Sabine Zlatin à Montpellier. Renée Pallarès Pariselle est née le 2 octobre 1925 à Narbonne et elle est morte le 3 août 2007 dans les Hautes-Pyrénées. Elle est reconnue comme une Juste parmi les nations en 1996[77].
- Gabrielle Perrier (plus tard Madame Tardy)[78], institutrice[79]. Elle est originaire du village de Colomieu, à une vingtaine de kilomètres d'Izieu. Elle a 21 ans et devient institutrice à Izieu, à la rentrée scolaire, le 18 octobre 1943[15],[20]. Le 5 avril 1944, la veille de la rafle, Gabrielle Perrier prend congé de ses élèves et elle leur donne rendez-vous au retour des vacances de Pâques durant lesquelles elle se rend chez ses parents[80]. Elle témoigne au procès de Klaus Barbie[81].
- Rachel Pludermacher, éducatrice, et son époux Serge Pludermacher, économe, éducateur. Le couple quitte Izieu au début de mars 1944[11].
- Sabine Zlatin, née le 13 janvier 1907 à Varsovie (Pologne), âgée de 37 ans, est absente lors de la rafle. Elle témoigne comme victime au procès de Klaus Barbie en 1987.

### Adulte survivant de la rafle
- Léon Reifman, âgé de 30 ans, étudiant en médecine. Il est le fils de Moïse Reifman et d'Eva Reifman, le frère de Sarah Levan-Reifman et l'oncle de Claude Levan-Reifman. Il est rescapé de la rafle.

### Adultes déportés
- Lucie Feiger (ou Lisl Feiger) (née Heger), née le 7 juin 1894, à Kolomyia (Ukraine), âgée de 50 ans. Elle est déportée par le convoi no 72, du 29 avril 1944, du camp de Drancy vers Auschwitz.
- Mina Friedler (née Kunstler), née le 20 février 1912, à Turka (Pologne), âgée de 32 ans. Elle est déportée par le convoi no 76, du 30 juin 1944, du camp de Drancy vers Auschwitz, en même temps que sa fille, Lucienne Friedler, âgée de 5 ans. Elle est morte à Auschwitz le 2 juillet 1944[63].
- Sarah Levan-Reifman (ou Suzanne Levan-Reifman) (née Brun), née le 20 août 1907, à Sagani, âgée de 36 ans. Elle est le médecin de l'établissement. Elle est la fille de Moïse Reifman et de Eva Reifman, la sœur de Léon Reifman et la mère de Claude Levan-Reifman. Elle est déportée par le convoi no 71, du 13 avril 1944, du camp de Drancy vers Auschwitz.
- Eva Reifman (née Levine), née le 14 mars 1883, à Barancia, âgée de 61 ans, et son époux Moïse Reifman, né le 12 avril 1881, à Sagani, âgé de 63 ans. Ce sont les parents de Léon Reifman et de Sarah Levan-Reifman et les grands-parents de Claude Levan-Reifman. Le couple est déporté par le convoi no 71, du 13 avril 1944, du camp de Drancy vers Auschwitz.
- Miron Zlatin, né le 21 septembre 1904, à Orcha (Biélorussie), âgé de 39 ans. Il est déporté par le convoi no 73, du 15 mai 1944, du camp de Drancy vers Kaunas/Reval.

### Adulte déportée et survivante
- Léa Feldblum, née le 13 juillet 1918, à Varsovie (Pologne), âgée de 25 ans. Elle est déportée par le convoi no 71, du 13 avril 1944, du camp de Drancy vers Auschwitz. Survivante. Elle témoigne comme victime au procès Klaus Barbie en 1987.

## Témoignages
Témoignage de Léon Reifman, rescapé et témoin de la rafle :
« Je descendais les escaliers quand j'entendis ma sœur crier : « Les Allemands, les Allemands sont là ! Sauve-toi ! » J'ai sauté par la fenêtre et je me suis caché sous un buisson. J'entendis les enfants crier, terrorisés par les ordres des nazis. »
Une rescapée d'Auschwitz, Edith Klebinder, raconta le destin des enfants, lors du procès de Klaus Barbie :
« Je me suis demandé où étaient les enfants arrivés avec nous. Dans le camp, il n'y avait pas d'enfant. Ceux qui étaient déjà là depuis longtemps, me dirent : « Tu vois cette cheminée qui ne s'arrête pas de fumer ? … Tu ne sens pas une odeur de chair cuite… ? » »

## Mémoire
- Place des 44-Enfants-d'Izieu, dans le 13e arrondissement de Paris.
- Allée des Enfants de la Colonie d'Izieu à Bourg-en-Bresse.
- Les Enfants d'Izieu. Opéra-Oratorio sur un texte de Rolande Causse, 1994[83],[84].
- La Dame d'Izieu, une émission de France Culture en 2 parties réalisée par Yaël Mandelbaum, 2023[85].

## Pavés à la mémoire

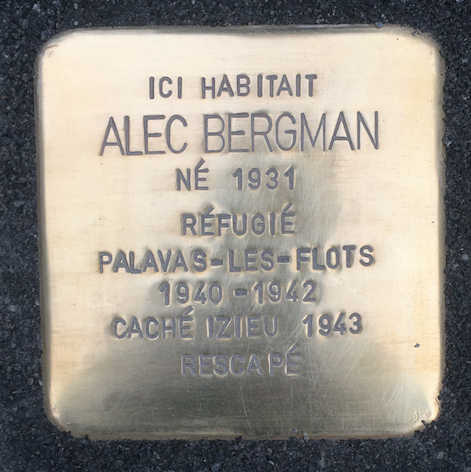
Stolperstein à la mémoire d'Alec Bergman à Liège

L'artiste allemand Gunter Demnig a encastré dix Stolpersteine en mémoire des enfants d'Izieu dans le sol des rues en Belgique et en France. On trouve quatre Stolpersteine :
- mentionnant Paulette Heber et de Nina Aronowicz dans les communes de Saint-Josse-ten-Noode et de Schaerbeek à Bruxelles ;
- mentionnant Alec Bergman, Albert Bulka et Marcel-Mayer Bulka à Liège, Rue des Champs 24[86] ;
- pour Max-Marcel Balsam, Marcel Bulka, Maurice Gerenstein et par Henri Goldberg à Belley[87] ;
- pour Émile Zuckerberg à Anvers.

Sept autres pierres de mémoire pour les enfants d’Izieu originaires d’Anvers — Hans Ament, Lucienne Friedler, Max Tetelbaum, Herman Tetelbaum, Paula Mermelstein, Marcel Mermelstein et Samuel Stern — sont toujours en attente de pose dans la ville d’Anvers.

### Filmographie
- La Dame d'Izieu (2007), téléfilm d'Alain Wermus de 2 × 90 minutes avec Véronique Genest, écrit par Stéphane Kaminka et Alain Stern.

### Spectacle vivant
- Le chanteur Reinhard Mey a écrit une chanson à leur mémoire en allemand : Die Kinder von Izieu.
- Kinderlekh (1997) pièce de théâtre de Yvette Sauvage-Lelong.

### Documentaire radiophonique
- Irène Omélianenko, Mémoire vive de la colonie d'Izieu, réalisation François Teste, Radio Libre, France Culture, 31 mai, 1er et 2 juin 2002 [écouter en ligne]